# Gran Premi de Bèlgica del 1962
Resultats del Gran Premi de Bèlgica de Fórmula 1 disputat la temporada 1962 al circuit de Spa Francorchamps el 17 de juny del 1962.

## Resultats
| Pos | No | Pilot                   | Equip           | Voltes | Temps/ Retirada | Pos. de sortida | Punts |
| --- | -- | ----------------------- | --------------- | ------ | --------------- | --------------- | ----- |
| 1   | 16 | Jim Clark               | Lotus - Climax  | 32     | 2h 07' 32. 3    | 13              | 9     |
| 2   | 1  | Graham Hill             | BRM             | 32     | + 44.1 s        | 1               | 6     |
| 3   | 9  | Phil Hill               | Ferrari         | 32     | + 2' 06.5 min.  | 4               | 4     |
| 4   | 12 | Ricardo Rodríguez       | Ferrari         | 32     | + 2' 06.6 min.  | 7               | 3     |
| 5   | 5  | John Surtees            | Lola - Climax   | 31     | + 1 Volta       | 11              | 2     |
| 6   | 15 | Jack Brabham            | Lotus - Climax  | 30     | + 2 Voltes      | 15              | 1     |
| 7   | 7  | Carel Godin de Beaufort | Porsche         | 30     | + 2 Voltes      | 13              |       |
| 8   | 18 | Maurice Trintignant     | Lotus - Climax  | 30     | + 2 Voltes      | 16              |       |
| 9   | 19 | Lucien Bianchi          | Lotus - Climax  | 29     | + 3 Voltes      | 18              |       |
| 10  | 22 | Jo Siffert              | Lotus - Climax  | 29     | + 3 Voltes      | 17              |       |
| 11  | 4  | John Campbell-Jones     | Lotus - Climax  | 16     | + 16 Voltes     | 19              |       |
| Ret | 17 | Trevor Taylor           | Lotus - Climax  | 25     | Accident        | 3               |       |
| Ret | 10 | Willy Mairesse          | Ferrari         | 25     | Accident        | 6               |       |
| Ret | 2  | Richie Ginther          | BRM             | 22     | Caixa canvi     | 9               |       |
| Ret | 26 | Tony Maggs              | Cooper - Climax | 22     | Caixa canvi     | 10              |       |
| Ret | 25 | Bruce McLaren           | Cooper - Climax | 19     | Pressió rodes   | 2               |       |
| WD  | 21 | Masten Gregory          | Lotus - BRM     | 13     | Retirat         | 8               |       |
| Ret | 20 | Innes Ireland           | Lotus - Climax  | 8      | Suspensions     | 5               |       |
| Ret | 11 | Giancarlo Baghetti      | Ferrari         | 3      | Encesa          | 14              |       |

## Altres
- Pole: Graham Hill 3' 57. 0

- Volta ràpida: Jim Clark 3' 55. 6 (a la volta 15)